# Longueville, Calvados

Longueville este o comună în departamentul Calvados, Franța. În 1 ianuarie 2022 avea o populație de 286 de locuitori.